# 朝鮮大学校ラグビー部
朝鮮大学校ラグビー部（ちょうせんだいがっこうラグビーぶ、Korea Univ Rugby Football Club）は、関東大学ラグビーリーグ戦グループ2部に所属する朝鮮大学校のラグビーユニオンチームである。
1968年に創部。1987年、東京都学生クラブ選手権で初優勝し、1999年から2000年に関東学生クラブ選手権で2連覇した。2001年、関東大学ラグビーリーグ戦グループに加盟。1部への昇格はまだ果たしていない。

## 戦績
近年のチームの戦績は以下のとおり。
| 年度 | 所属 | 勝敗   | 順位 | 備考                             |
| ---- | ---- | ------ | ---- | -------------------------------- |
| 2005 | 4部  | 7勝0敗 | 1位  | 入替戦 53-14 獨協大 ※3部昇格     |
| 2006 | 3部  | 4勝3敗 | 5位  |                                  |
| 2007 | 3部  | 4勝3敗 | 4位  |                                  |
| 2008 | 3部  | 4勝3敗 | 5位  |                                  |
| 2009 | 3部  | 6勝1敗 | 2位  | 入替戦 36-14 国士舘大 ※2部昇格   |
| 2010 | 2部  | 2勝5敗 | 5位  |                                  |
| 2011 | 2部  | 1勝6敗 | 8位  | 入替戦 22-36 国士舘大 ※3部降格   |
| 2012 | 3部  | 5勝2敗 | 3位  |                                  |
| 2013 | 3部  | 5勝2敗 | 3位  |                                  |
| 2014 | 3部  | 3勝4敗 | 5位  |                                  |
| 2015 | 3部  | 6勝1敗 | 1位  | 入替戦 24-18 玉川大 ※2部昇格     |
| 2016 | 2部  | 1勝6敗 | 7位  | 入替戦 63-18 玉川大 ※2部残留     |
| 2017 | 2部  | 0勝7敗 | 8位  | 入替戦 34-19 駿河台大 ※2部残留   |
| 2018 | 2部  | 1勝6敗 | 7位  | 入替戦 36-20 駿河台大 ※2部残留   |
| 2019 | 2部  | 2勝5敗 | 7位  | 入替戦 38-5 駿河台大 ※2部残留    |
| 2020 | 2部  | 1勝3敗 | 7位  |                                  |
| 2021 | 2部  | 1勝6敗 | 7位  | 入替戦 85-10 東京農業大 ※2部残留 |
| 2022 | 2部  | 1勝6敗 | 7位  | 入替戦 31-7 東京農業大 ※2部残留  |
| 2023 | 2部  | 1勝6敗 | 7位  | 入替戦 76-0 東京工業大 ※2部残留  |
| 2024 | 2部  | 1勝6敗 | 7位  | 入替戦 67-17 東京農業大 ※2部残留 |

## 主な在籍選手
- 金洸羽（共同主将、CTB・FL / 大阪朝鮮高）
- 金智成（共同主将、FL・No.8 / 大阪朝鮮高）
- 金秀鎮（副将、WTB・FB / 東京朝鮮高）
- 李智寿（CTB / 大阪朝鮮高）

## 在籍した選手
- 権晶秀（FL、千里馬クラブ、現大阪朝鮮高校監督 / 大阪朝鮮高）
- 金秀隆（ユーティリティBK、クボタスピアーズ船橋・東京ベイ→東芝ブレイブルーパス東京 / 大阪朝鮮高）
- 徐吉嶺（WTB、日本代表、7人制日本代表、ヤマハ発動機ジュビロ→豊田自動織機シャトルズ / 愛知朝鮮高）

## メディア
テレビ
- ETV特集「逃げるな タックルせぇ 〜朝鮮大学校ラグビー部〜」（2025年2月1日、NHK教育テレビ）

## 所在地
- 東京都小平市小川町1-700（朝鮮大学校第2グラウンド）[2]